# Dag E. Hogsten
Dag Evert Hogsten, född 16 december 1941, är en svensk motorjournalist, krönikör, översättare och författare som bland annat har jobbat för tidningen Teknikens Värld.
Han har även, som Sivar Ahlrud, skrivit två böcker om Tvillingdetektiverna när den bokserien återupplivades på 1980-talet.